# West Lindsey
West Lindsey är ett distrikt (motsvarande kommun) i grevskapet Lincolnshire i England, Storbritannien. Distriktet har 96 817 invånare (2022). Enda större ort är Gainsborough. Distriktet är indelat i 128 civil parishes.